# 小谷穣治
小谷 穣治（こたに じょうじ）は、日本の医学者・医師。専門は、救急医学・集中治療医学・外傷外科学・消化器外科学・代謝栄養管理学。学位は、博士（医学）。神戸大学大学院医学研究科外科系講座災害・救急医学分野教授、神戸大学医学部附属病院救命救急センター長・救命救急科診療科長。

## 略歴
- 1987年 - 山口大学医学部卒業[1]
- 1987年 - 神戸大学第一外科入局[1]
- 1988年 - 加古川市民病院外科医員[1]
- 1989年 - 神戸海岸病院外科医員[1]
- 1990年 - 帝京大学医学部附属病院救命救急センター助手[1]
- 1991年 - 神戸大学第一外科研究生・医員[1]
- 1993年 - 神戸大学大学院医学系研究科外科学系入学[1]
- 1997年 - 神戸大学大学院医学系研究科外科学系修了[1]
- 1997年 - ニュージャージー州立医科歯科大学留学、ロバート・ウッド・ジョンソン医科大学外科留学[1]
- 2000年 - 神戸労災病院外科医長[1]
- 2002年 - 兵庫医科大学救急・災害医学講座助手[1]
- 2003年 - 兵庫医科大学救急・災害医学講座学内講師[1]
- 2007年 - 兵庫医科大学救急・災害医学講座准教授[1]
- 2009年 - 兵庫医科大学救急・災害医学講座主任教授、兵庫医科大学病院救命救急センター長[1]
- 2017年 - 神戸大学大学院医学研究科外科系講座災害・救急医学分野教授、神戸大学医学部附属病院救命救急科診療科長[2][3]
- 2019年 - 神戸大学大学院医学研究科外科系講座災害・救急医学分野教授、神戸大学医学部附属病院救命救急センター長・救命救急科診療科長[2][3]